# Serjania cardiospermoides
Serjania cardiospermoides là một loài thực vật có hoa trong họ Bồ hòn. Loài này được Schltdl. & Cham. miêu tả khoa học đầu tiên năm 1831.